# Condado de Richland (Carolina do Sul)
O Condado de Richland (em inglês:  Richland County) é um dos 46 condados do estado americano da Carolina do Sul. A sede e maior cidade do condado é Colúmbia. Foi fundado em 1785.
O condado possui uma área de 1 999 km², dos quais 1 961 km² estão cobertos por terra e 38 km² por água, uma população de 384 504 habitantes, e uma densidade populacional de 196,1 hab/km² (segundo o censo nacional de 2010). É o segundo condado mais populoso da Carolina do Sul.